# 斯海彭赫弗尔-济赫姆
斯海彭赫弗尔-济赫姆（荷蘭語：Scherpenheuvel-Zichem，荷蘭語發音：[ˌsxɛrpə(n)ɦøːvəl ˈzɪxɛm] ⓘ）是比利时弗拉芒大區弗拉芒布拉班特省魯汶區的一座城市，位于弗拉芒布拉班特、安特卫普、林堡三省交界处，通行荷蘭語，是弗拉芒社群的一部分，面积50.50平方千米，人口22,952人（2018年1月1日）。

## 历史
斯海彭赫弗尔-济赫姆于1977年由原市镇阿弗尔博德、梅瑟尔布鲁克、斯海彭赫弗尔、泰斯特尔特、卡赫芬讷和济赫姆合并而成。